# MIFARE

Fig.1 Esquema d'una RF smart card

MIFARE és una tecnologia dissenyada per l'empresa NXP de targetes intel·ligents sense contacte (TISC). Mifare és equivalent a les 3 primeres parts de la norma ISO 14443 Tipus A de 13.56 MHz amb protocol d'alt nivell, amb una distància típica de lectura de 10 cm (unes 4 polzades). La distància de lectura depèn de la potència del mòdul lector, existint lectors de major i menor abast. Mifare és propietat de NXP Semiconductors (abans Philips Semiconductors).

## Operació
Les targetes MIFARE són targetes de memòria bastant protegides. Estan dividides en sectors, blocs i mecanismes simples de seguretat per al control d'accés. La seva capacitat de còmput no permet realitzar operacions criptogràfiques o d'autenticació mútua d'alt nivell, estant principalment destinades a moneders electrònics simples, control d'accés, targetes d'identitat corporatives, targetes de transport urbà o per ticketing.
Cada sector es divideix en quatre blocs, dels quals tres poden contenir informació de l'usuari. La informació és de format lliure, i es pot modificar amb comandes simples de lectura i escriptura. MIFARE proveeix un format especial anomenat 'bloc de valor'; els blocs que tenen informació guardada en aquest format es comporten d'una forma diferent, incloent operacions de descompte i increment.
Els sectors utilitzen dues claus d'accés anomenades 'A' i 'B'. Aquestes claus s'emmagatzemen en el quart bloc juntament amb els permisos d'accés a cadascun dels tres blocs. Aquests permisos poden ser: lectura, escriptura, descompte o increment (per a blocs de valor).
Una vegada que s'apropa la targeta a un lector, aquesta s'activa i inicia un procés d'intercanvi amb el lector per establir una comunicació xifrada. Aquest procés és igual amb totes les targetes i està dissenyat per proveir protecció contra escolta del canal, i no per autenticar la targeta o el lector.
Després d'establir un canal xifrat, la targeta envia un codi d'identificació de connexió, que usualment és el nombre de sèrie de la targeta, encara que la norma ISO 14443 diu que aquest nombre pot ser aleatori. Amb aquest nombre de connexió el lector està en capacitat de realitzar qualsevol operació en la targeta, prèvia presentació de les claus d'accés als respectius sectors.
En el 2008 com és sabut per tots els interessats en aquestes tecnologies, va ser públic que grups d'especialistes manifestessin tenir desxifrat Cripto1. La llista és encapçalada per Henryk Plötz, un investigador alemany, i Karsten Nohl, candidat a doctorat en ciències de la computació a la Universitat de Virgínia, que van manifestar haver realitzat enginyeria inversa amb microscopi sobre un xip de MIFARE Classic 1K i que podien evidenciar el xifrat. Es creu també que enginyers xinesos també ho havien realitzat.

## Història
- 1994 - Apareix l'estàndard MIFARE Classic 1K.
- 1996 - Primer sistema de transport emprant MIFARE a Seül
- 1997 - Apareix MIFARE Pro amb encriptació 3DES.
- 1999 - Apareix MIFARE Prox amb encriptació PKI.
- 2001 - Apareix MIFARE Ultralight.
- 2002 - Apareix MIFARE DESFire.
- 2009 - Apareix MIFARE Plus.

## Variants

### MIFARE Classic
Són fonamentalment els dispositius d'emmagatzematge de memòria. Existeixen targetes d'1KB i de 4KB. La MIFARE Classic d'1KB ofereix uns 768 bytes d'emmagatzematge de dades, dividida en 16 sectors. La MIFARE Classic de 4k ofereix 3 KB dividit en 64 sectors.

### MIFARE Ultralight
És semblant a la Classic, però només té 512 bits de memòria (és a dir 64 octets), sense seguretat. Aquesta targeta és molt barata així que s'utilitza sovint de forma d'un sol ús.

### MIFARE T = CL
Sota aquesta denominació s'enquadren les targetes MIFARE ProX i MIFARE SmartMX. Són targetes microprocessades que incorporen un sistema operatiu de targeta (Card Operating System - COS) i aplicacions desenvolupades específicament per ser executades en la targeta. Aquestes targetes són capaces d'executar operacions complexes de forma ràpida i segura, igual que les targetes amb contactes ISO 7816.

### MIFARE DESFire
Aquesta targeta és una versió especial de Philips MIFARE SmartMX. Es ven amb un programari de propòsit general incorporat (el sistema operatiu MIFARE DESFire), que ofereix més o menys les mateixes funcions que MIFARE Classic (4kB d'emmagatzematge de dades dividit en 16 blocs), però amb una major flexibilitat, una major seguretat (triple DONIS), i amb major rapidesa (protocol T=CL).

### MIFARE DESFire EV1
És la primera evolució de MIFARE DESFire, compatible amb la versió anterior, però encara més segura, aconseguint la certificació EAL 4 + Arxivat 2017-03-14 a Wayback Machine.